# Strzyż kaktusowy
Strzyż kaktusowy, brunatniczek kroplisty (Campylorhynchus brunneicapillus) – gatunek ptaka z rodziny strzyżyków (Troglodytidae), zamieszkujący południowe USA i Meksyk. Nie jest zagrożony.

## Podgatunki i zasięg występowania
Wyróżniono kilka podgatunków C. brunneicapillus:
- C. brunneicapillus sandiegensis – południowo-zachodnia Kalifornia (południowo-zachodnie USA) i północno-zachodnia Kalifornia Dolna (północno-zachodni Meksyk).
- C. brunneicapillus bryanti – północna Kalifornia Dolna (północno-zachodni Meksyk).
- C. brunneicapillus affinis – strzyż kalifornijski[4] – południowa Kalifornia Dolna (północno-zachodni Meksyk).
- C. brunneicapillus seri – wyspa Tiburón (Zatoka Kalifornijska).
- C. brunneicapillus couesi – w głębi lądu w południowo-zachodnich i południowo-środkowych USA, północny Meksyk.
- C. brunneicapillus brunneicapillus – strzyż kaktusowy[4] – Sonora do Sinaloy (północno-zachodni Meksyk).
- C. brunneicapillus guttatus – środkowy Meksyk.

W 2023 roku na podstawie różnic w ubarwieniu, morfologii i wokalizacji oraz z uwzględnieniem wyników wcześniejszych badań genetycznych zasugerowano wydzielenie populacji z Półwyspu Kalifornijskiego do osobnego gatunku – Campylorhynchus affinis (strzyż kalifornijski).

## Morfologia
Długość ciała 18–22 cm. Czapeczka rdzawobrązowa; brew biała. Pióra brązowe, ciemniejsze z wierzchu, z czarno-białymi prążkami i plamkami. Obie płci są podobne. Największy strzyżyk w Ameryce Północnej. Z sylwetki podobny bardziej do przedrzeźniaczy z rodzaju Toxostoma.

## Ekologia i zachowanie
Osiadły na pustyniach, szczególnie porośniętych dużymi kaktusami Opuntia cholla i Inga circinalis. Pospolity także w osiedlach pustynnych.
Żeruje na ziemi; lata powoli, gwałtownie uderzając skrzydłami. Śpiewa z wierzchołków kaktusów. Rzadko zadziera ogon.
Gniazdo zwykle na wysokości 0,9–3,0 m na kaktusie, akacji lub innym rodzaju ciernistej roślinności pustynnej. Miejsce na gniazdo wybiera samica, ale budują je oba ptaki z pary; budulec stanowią trawy i włókna roślinne. Gniazdo jest dość duże (około 18×30 cm), ale ma bardzo wąskie wejście, co uniemożliwia dostęp większości drapieżników. W środku jest wyścielone piórami. W zniesieniu 2–7 jaj. Ich inkubacja trwa 16–17 dni. Młode są w pełni opierzone po 17–23 dniach od wyklucia.

## Status
IUCN uznaje strzyża kaktusowego za gatunek najmniejszej troski (LC – Least Concern) nieprzerwanie od 1988 roku. Organizacja Partners in Flight szacuje liczebność populacji lęgowej na około 7 milionów osobników. Trend liczebności populacji uznawany jest za spadkowy.